# Godefridus Yerwerd
Godefridus Yerwerd, OSB (falecido em Janeiro de 1483) foi um prelado católico romano que serviu como bispo auxiliar de Utrecht de 1476 a 1483 e bispo auxiliar de Osnabrück de 1471 a 1476.

## Biografia
Godefridus Yerwerd foi ordenado sacerdote na Ordem de São Bento. No dia 13 de Fevereiro de 1471, durante o papado de Paulo II, foi nomeado Bispo Auxiliar de Osnabrück e Bispo Titular de Tricale. A 28 de Março de 1476, foi nomeado durante o papado de Sisto IV como Bispo Auxiliar de Utrecht, onde serviu como bispo até à sua morte em Janeiro de 1483.